# تاراسكون
تاراسكون هي بلدية فرنسية تقع أقصى غرب إقليم بوش دو رون في منطقة  ألب كوت دازور.